# Série de championnat de la Ligue nationale de baseball 2007
La Série de championnat de la Ligue nationale de baseball 2007 était la série finale de la Ligue nationale de baseball, dont l'issue a déterminé le représentant de cette ligue à la Série mondiale 2007, la grande finale des Ligues majeures.
Cette série quatre de sept débute le jeudi 11 octobre 2007 et se termine le lundi 15 octobre par une victoire des Rockies du Colorado, quatre parties à zéro, sur les Diamondbacks de l'Arizona.

## Équipes en présence
Les Diamondbacks de l'Arizona ont remporté le championnat de la section Ouest avec 90 victoires et 72 défaites.  Leur dossier fut le meilleur de toute la Ligue nationale, le plus faible total de victoires par un meneur à ce chapitre dans la Nationale depuis 1959 (si l'on fait exception des saisons écourtées de 1981, 1994 et 1995). En Série de division, les D-Backs éliminèrent en trois parties les champions de la division centrale, les Cubs de Chicago (85-77).
Les Rockies du Colorado se sont qualifiés pour les éliminatoires pour la deuxième fois de leur histoire et la première fois depuis 1995, ravissant le titre de meilleurs deuxièmes dans la Ligue nationale avec 90 victoires et 73 défaites. La qualification fut acquise en remportant 9-8 en 13 manches un match-suicide les départageant des Padres de San Diego, dont le dossier était identique après les 162 parties régulières de la saison.
En Série de division, les Rockies ont balayé en trois matchs les Phillies de Philadelphie (89-73), champions dans l'Est.

## Déroulement de la série

### Calendrier des rencontres
| Match | Date       | Visiteur                  | Hôte                      | Score              |
| ----- | ---------- | ------------------------- | ------------------------- | ------------------ |
| 1     | 11 octobre | Rockies du Colorado       | Diamondbacks de l'Arizona | 5 - 1              |
| 2     | 12 octobre | Rockies du Colorado       | Diamondbacks de l'Arizona | 3 - 2 (11 manches) |
| 3     | 14 octobre | Diamondbacks de l'Arizona | Rockies du Colorado       | 1 - 4              |
| 4     | 15 octobre | Diamondbacks de l'Arizona | Rockies du Colorado       | 4 - 6              |

### Match 1
Jeudi 11 octobre 2007 au Chase Field, Phoenix, Arizona.
| Rockies du Colorado                                                                                           | 0 | 1 | 3 | 0 | 0 | 0 | 1 | 0 | 0 | 5 | 8 | 0 |
| Diamondbacks de l'Arizona                                                                                     | 1 | 0 | 0 | 0 | 0 | 0 | 0 | 0 | 0 | 1 | 9 | 1 |
| Lanceurs partants : COL : Jeff Francis ARI : Brandon Webb Vic. : Jeff Francis (1-0) Déf. : Brandon Webb (0-1) |   |   |   |   |   |   |   |   |   |   |   |   |

### Match 2
Vendredi 12 octobre 2007 au Chase Field, Phoenix, Arizona.
| Rockies du Colorado | 0 | 1 | 0 | 0 | 1 | 0 | 0 | 0 | 0 | 0 | 1 | 3 | 7 | 1 |
| Diamondbacks de l'Arizona | 0 | 0 | 1 | 0 | 0 | 0 | 0 | 0 | 1 | 0 | 0 | 2 | 9 | 1 |
| Lanceurs partants : COL : Ubaldo Jimenez ARI : Doug Davis Vic. : Manuel Corpas (1-0) Déf. : Jose Valverde (0-1) Sauv. : Ryan Speier (1) |   |   |   |   |   |   |   |   |   |   |   |   |   |   |

### Match 3
Dimanche 14 octobre 2007 au Coors Field, Denver, Colorado.
| Diamondbacks de l'Arizona | 0 | 0 | 0 | 1 | 0 | 0 | 0 | 0 | 0 | 1 | 8 | 0 |
| Rockies du Colorado | 1 | 0 | 0 | 0 | 0 | 3 | 0 | 0 | X | 4 | 9 | 0 |
| Lanceurs partants : ARI : Livan Hernandez COL : Josh Fogg Vic. : Josh Fogg (1-0) Déf. : Livan Hernandez (0-1) Sauv. : Manuel Corpas (1) HRs : ARI : Mark Reynolds (1) COL : Matt Holliday (1), Yorvit Torrealba (1) |   |   |   |   |   |   |   |   |   |   |   |   |

### Match 4
Lundi 15 octobre 2007 au Coors Field, Denver, Colorado.
| Diamondbacks de l'Arizona | 0 | 0 | 1 | 0 | 0 | 0 | 0 | 3 | 0 | 4 | 10 | 1 |
| Rockies du Colorado | 0 | 0 | 0 | 6 | 0 | 0 | 0 | 0 | X | 6 | 6  | 1 |
| Lanceurs partants : ARI : Micah Owings COL : Franklin Morales Vic. : Matt Herges (1-0) Déf. : Micah Owings (0-1) Sauv. : Manuel Corpas (2) HRs : ARI : Chris Snyder (1) COL : Matt Holliday (2) |   |   |   |   |   |   |   |   |   |   |    |   |

## Joueur par excellence
Avec cinq coups sûrs en cinq, deux circuits et quatre points produits en quatre matchs, le voltigeur des Rockies du Colorado, Matt Holliday, a été nommé joueur par excellence de la Série de championnat de la Ligue nationale 2007.